# 艾尔弗雷德里克·休斯
艾尔弗雷德里克·休斯（英語：Alfredrick Hughes，1962年7月19日—），美国NBA联盟前职业篮球运动员。他在1985年的NBA选秀中第1轮第14顺位被圣安东尼奥马刺选中。